# Lenka Ilavská
Lenka Ilavská (Liptovský Mikuláš, 5 mei 1972) is een voormalig professioneel wielrenster uit Slowakije. Ze vertegenwoordigde haar vaderland bij de Olympische Spelen van 1996 in Atlanta. Daar kwam ze uit op drie onderdelen: wegwedstrijd (24ste), individuele tijdrit (17de) en mountainbike cross-country (21ste). Haar grootste triomf was de eindoverwinning in de Ronde van Italië voor vrouwen van 1993.

## Erelijst
1992
- 1e in Eindklassement Emakumeen Bira
- 2e in Eindklassement Tour de Feminin - Krásná Lípa
- 2e in Eindklassement Thüringen-Rundfahrt der Frauen
- 2e in Luzern
- 3e in Eindklassement Ronde van Portugal

1993
- 2e in Eindklassement Emakumeen Bira
- 1e in Eindklassement Thüringen-Rundfahrt der Frauen
- 1e in 6e etappe (a) Giro d'Italia Donne
- 1e in Eind- en Bergklassement Giro d'Italia Donne
- 2e in Slowaakse kampioenschappen, wegwedstrijd, Elite

1994
- 1e in  Slowaakse kampioenschappen, wegwedstrijd, Elite
- 1e in 7e etappe Giro d'Italia Donne
- 1e in Sprintklassement Giro d'Italia Donne

1995
- 2e in Eindklassement Emakumeen Bira
- 1e in Eindklassement Tour de Feminin - Krásná Lípa

1996
- 2e in Eindklassement Emakumeen Bira
- 2e in Eindklassement Gracia Orlová
- 1e in  Slowaakse kampioenschappen, wegwedstrijd, Elite
- 24e in Olympische Spelen, wegwedstrijd, Elite
- 17e in Olympische Spelen, individuele tijdrit, Elite
- 21e in Olympische Spelen, mountainbike, Elite

1997
- 3e in Eindklassement Tour de Feminin - Krásná Lípa
- 1e in  Slowaakse kampioenschappen, wegwedstrijd, Elite

1998
- 2e in Eindklassement Emakumeen Bira
- 3e in Eindklassement Giro della Toscana Int. Femminile
- 3e in Eindklassement Gracia Orlová
- 1e in  Slowaakse kampioenschappen, wegwedstrijd, Elite

1999
- 3e in Eindklassement Tour de Snowy

2002
- 1e in Oostduinkerke
- 1e in Boucles Nontronnaises

## Ploegen
- 1999 —  Swam Hooch
- 2000 —  TJ Lokomotiva Swam Presov